# Église du Sacré-Cœur de Dijon
Pour les articles homonymes, voir église du Sacré-Cœur.
L’église du Sacré-Cœur de Dijon est une église de style néo-byzantin construite dans les années 1930, dans le quartier de la Maladière, situé au nord-est de Dijon.

## Historique
La construction de cette église fut décidée en 1931 par l’évêque de Dijon de l'époque : Mgr Pierre Petit de Julleville, qui devint par la suite cardinal. Le père Louis Tattevin, curé de la paroisse, a collecté des fonds privés pour financer la construction, et s'est impliqué dans la conception générale (dimensions, matériaux).
La pose de la première pierre eut lieu deux ans plus tard, le 2 avril 1933. Édifiée sur les plans de l'architecte parisien Julien Barbier, l'église fut consacrée le 10 mai 1938.
Depuis le 2 août 2012, l'église est inscrite au titre des monuments historiques.

## Architecture

### Dimensions
- Longueur  : 31 mètres
- Largeur du transept : 24 mètres
- Hauteur du clocher : 50 mètres
- Hauteur de la coupole : 23 mètres
- Hauteur sous voûte de la nef et du chœur : 14 mètres

### Caractéristiques
A l'église proprement dite s'ajoute une crypte, des sacristies, un baptistère, un presbytère et des salles de réunion.
Les artistes qui ont participé à cette réalisation sont Charles Mauméjean et Sylvaine Collin, peintres ; Urbain Mouret, décorateur ; Louis Barillet, Francis Chigot, J. Hébert-Stevens, Jacques Le Chevallier, Théodore Nanseen et Gaudin, maîtres verriers.
Selon le Guide d'architecture en Bourgogne, "l'architecture témoigne non seulement d'une sensibilité à l'art roman mais également d'une influence byzantine, perceptible à l'extérieur...  Attestant du renouveau de l'art sacré et l'importance accordée aux arts décoratifs dans les programmes religieux de l'entre-deux-guerres, la décoration intérieure affiche la richesse de ses matériaux, de ses techniques et de son iconographie".

## Galerie

### Intérieur

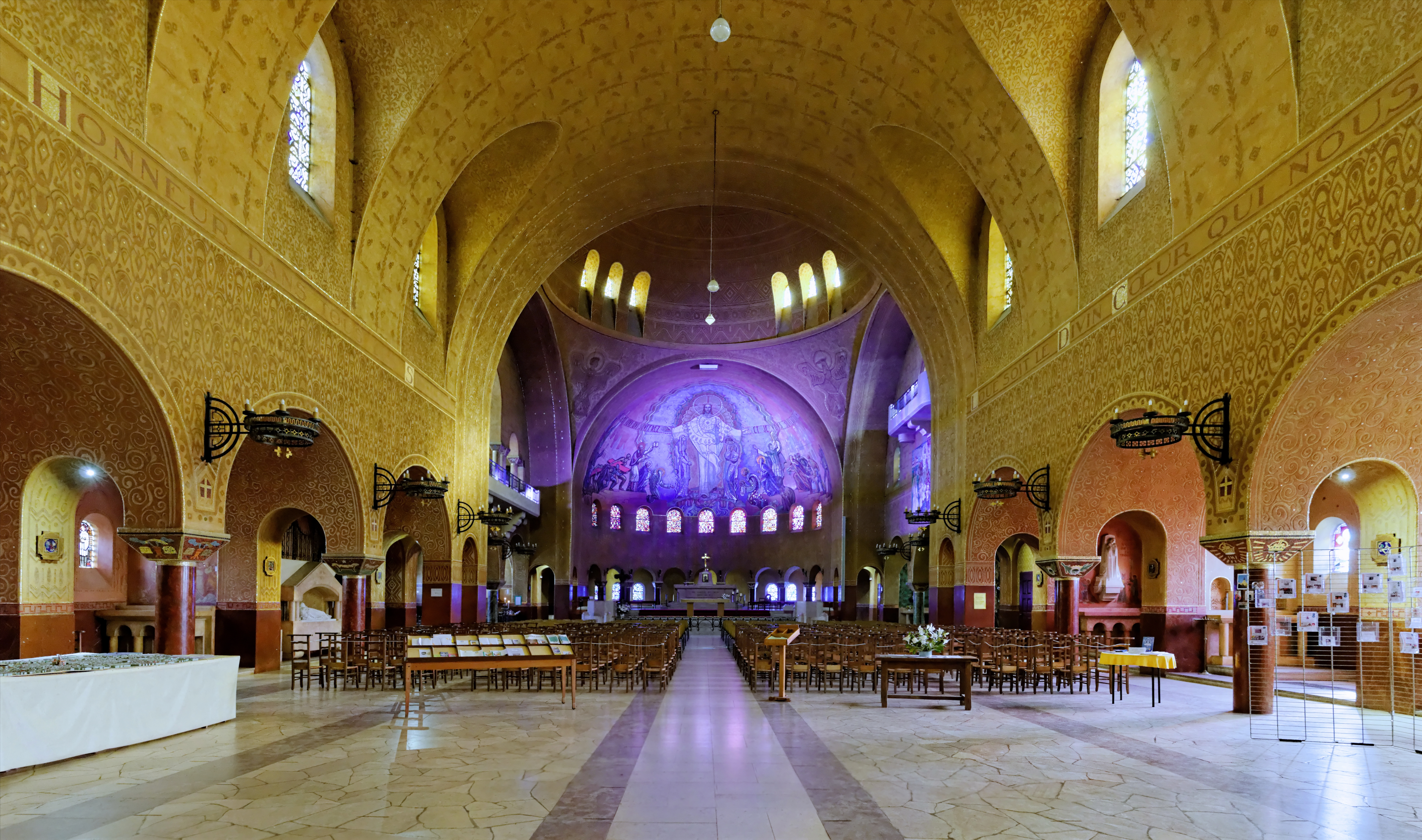
Intérieur de l'église du Sacré-Cœur vu depuis l'entrée
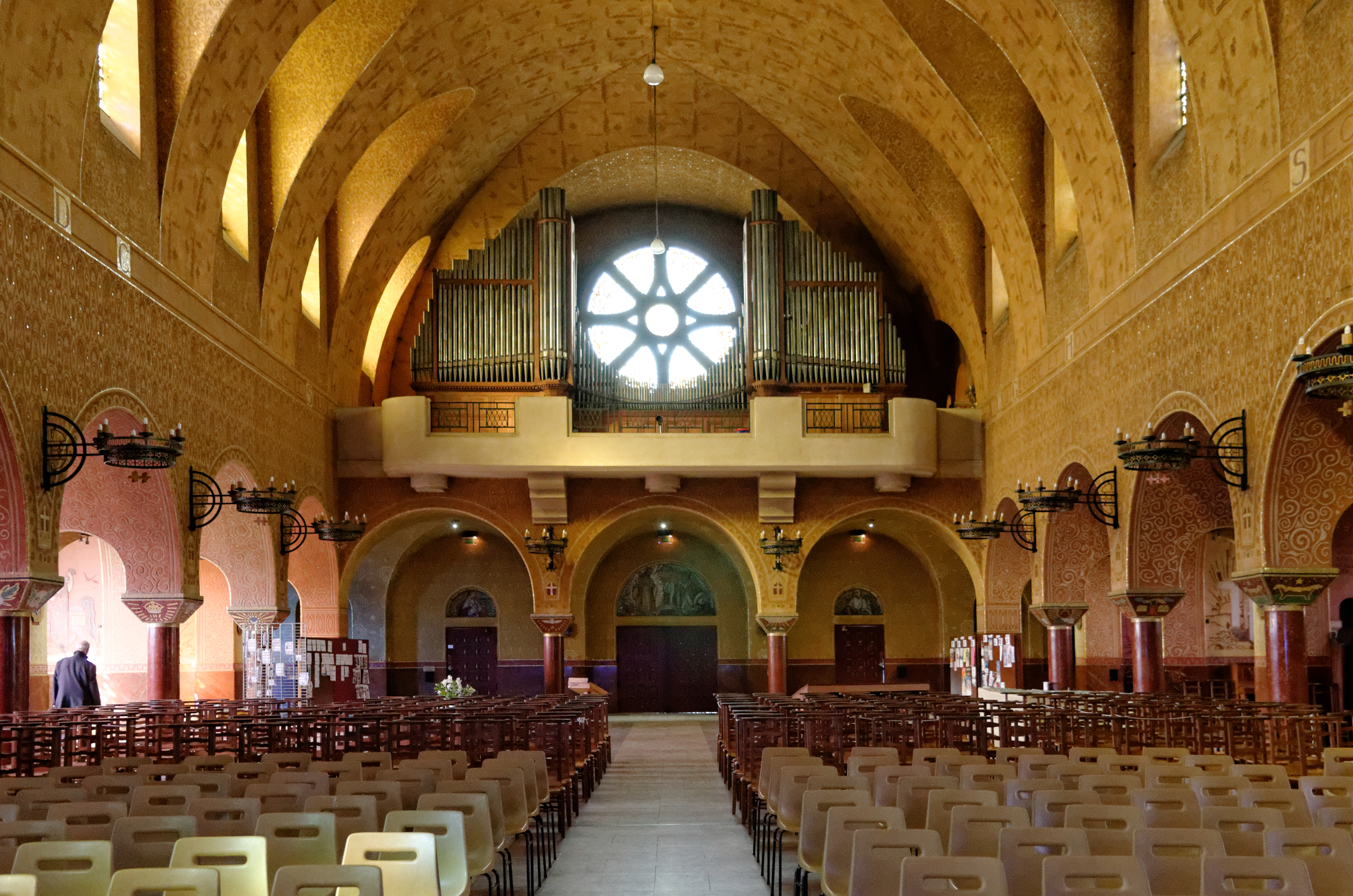
L'orgue de l'église du Sacré-Cœur vu depuis la nef
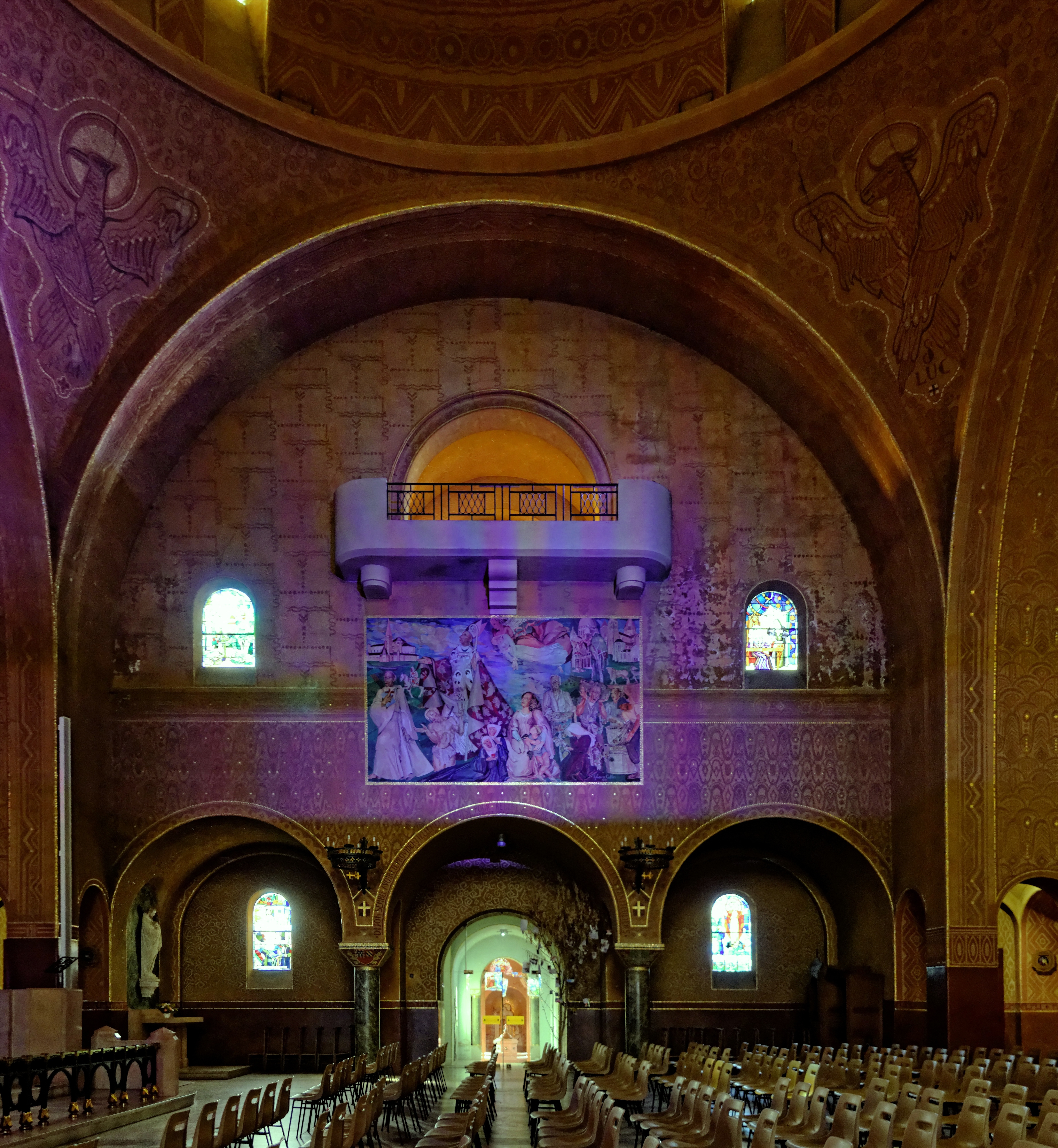
Bras sud du transept
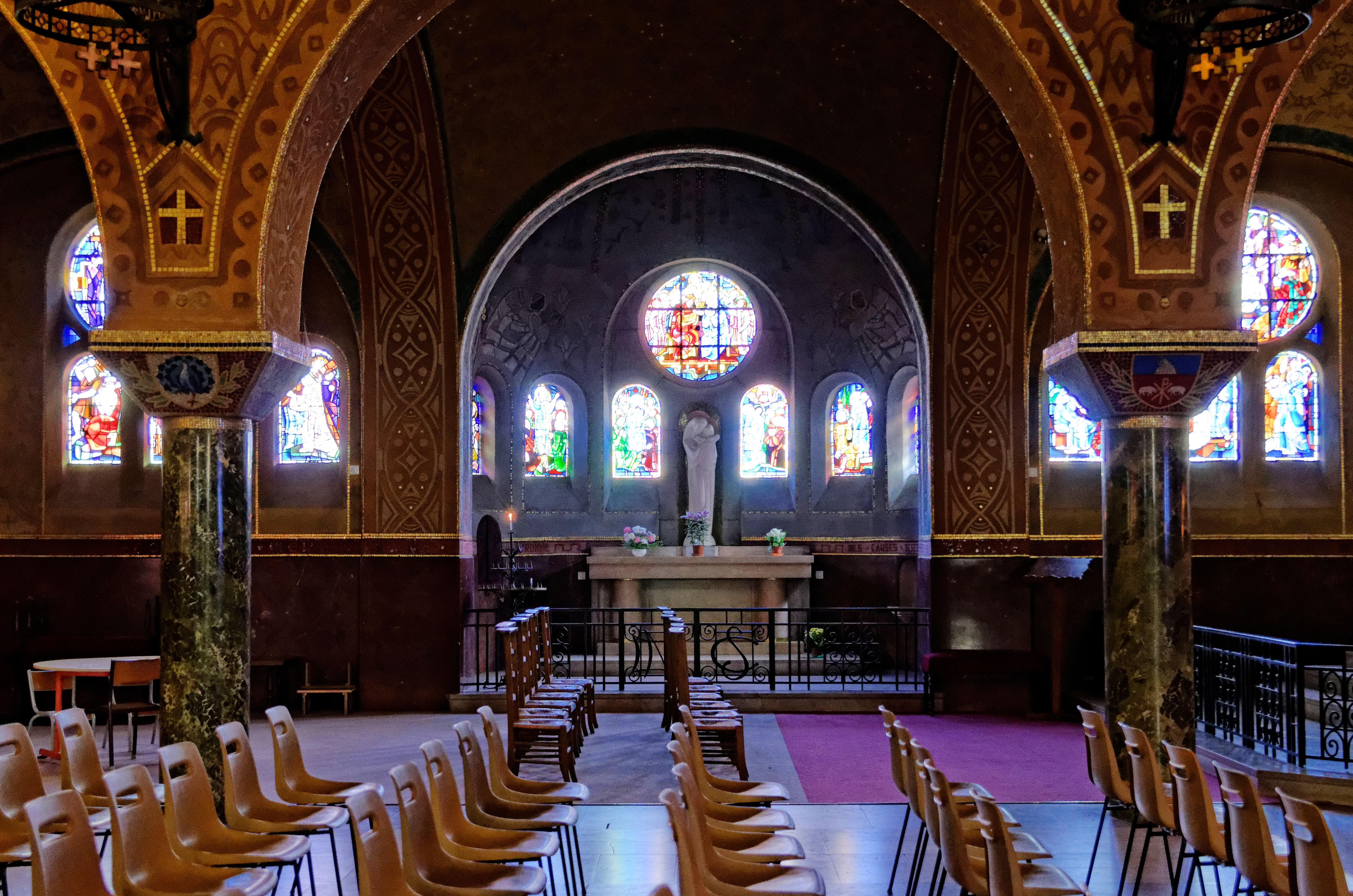
Intérieur de l'église du Sacré-Cœur
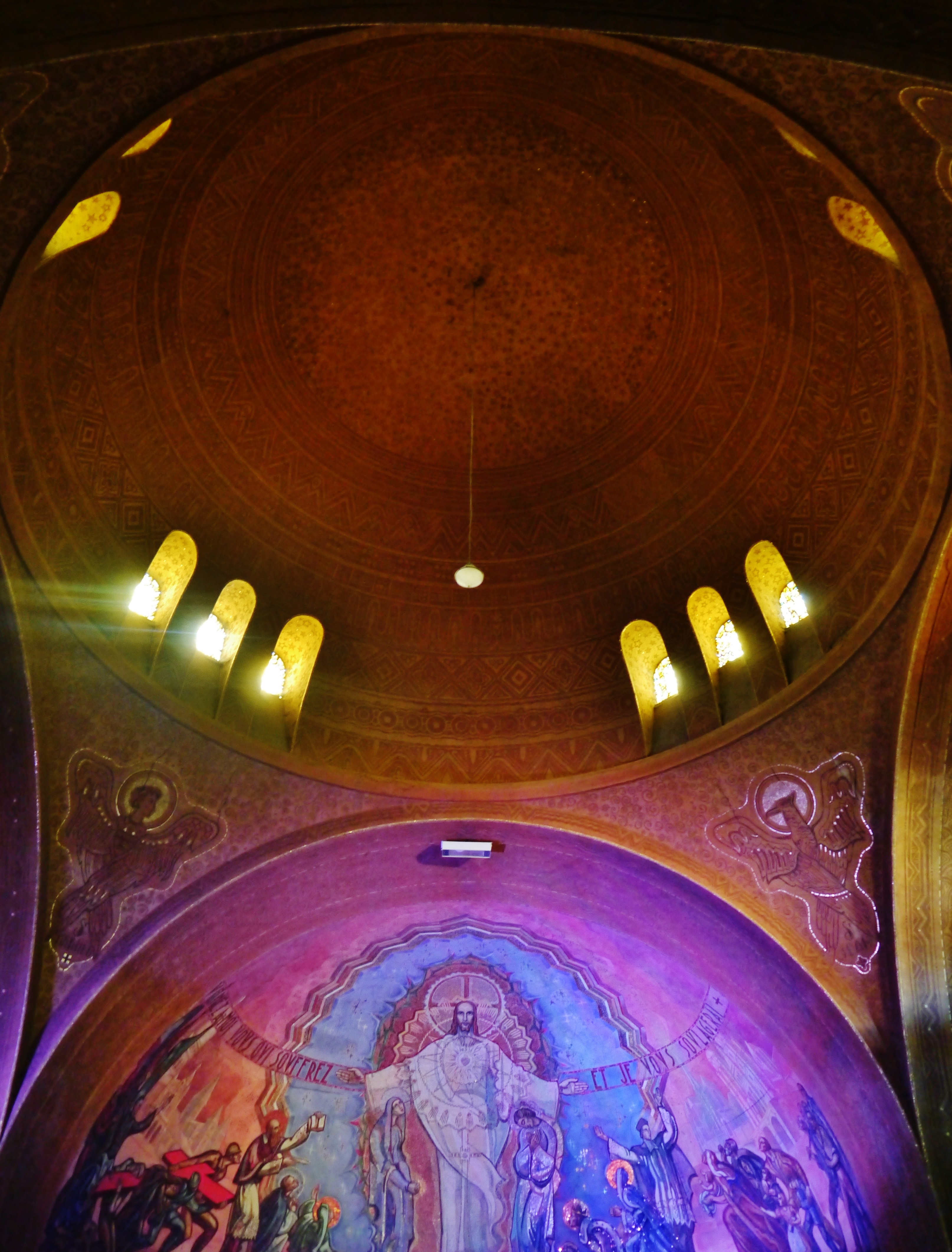
La coupole

### Les mosaïques

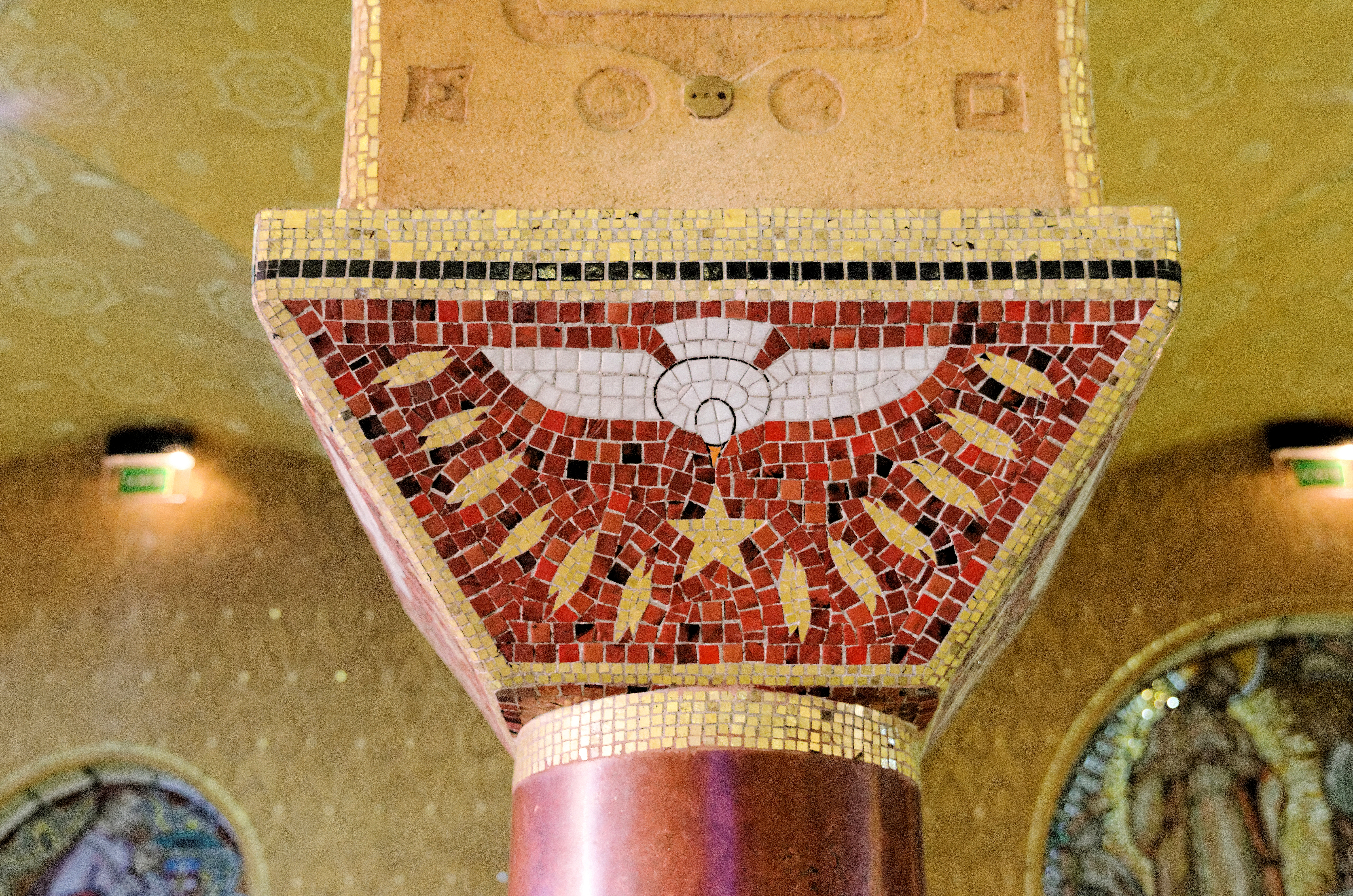
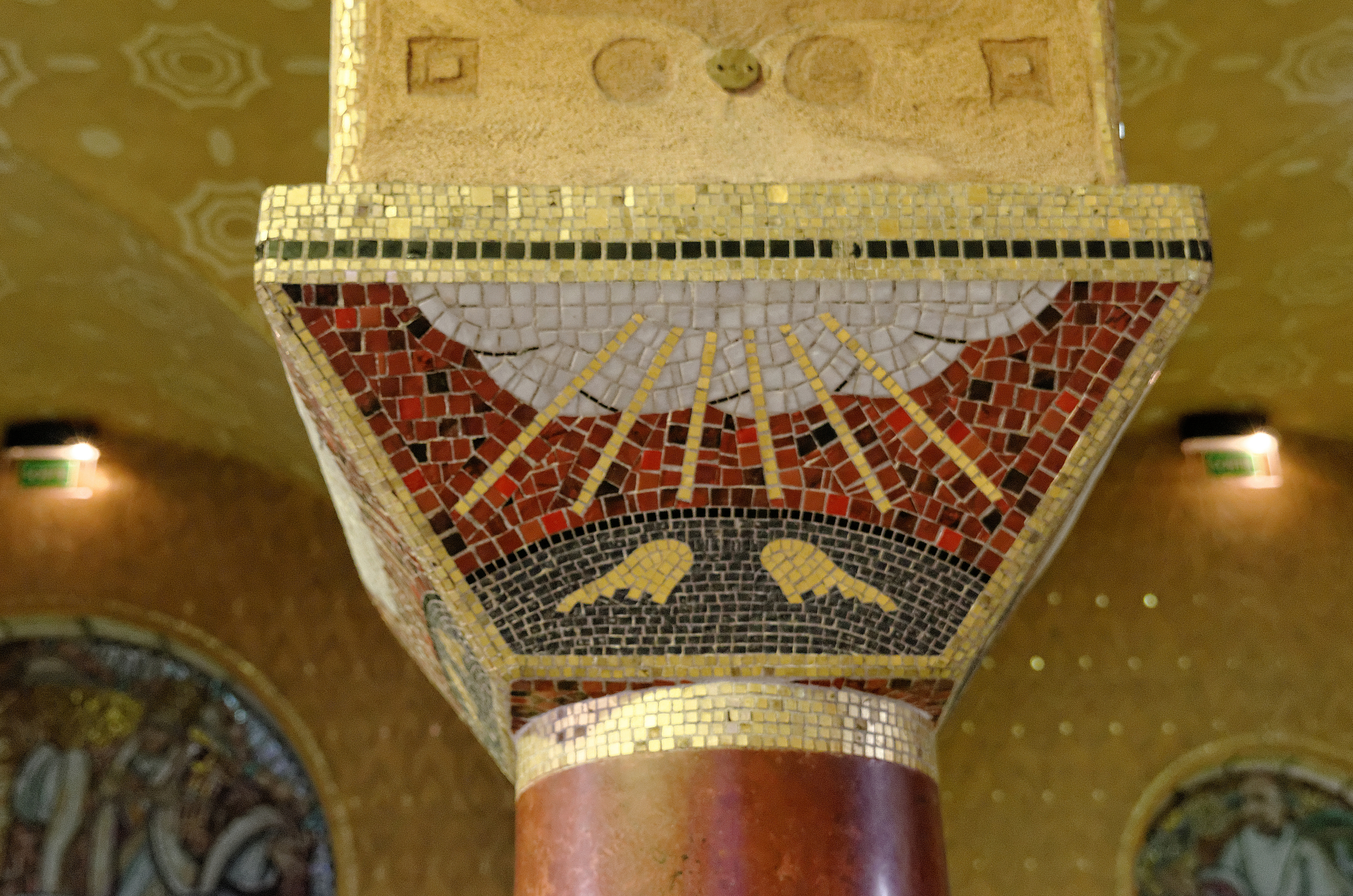
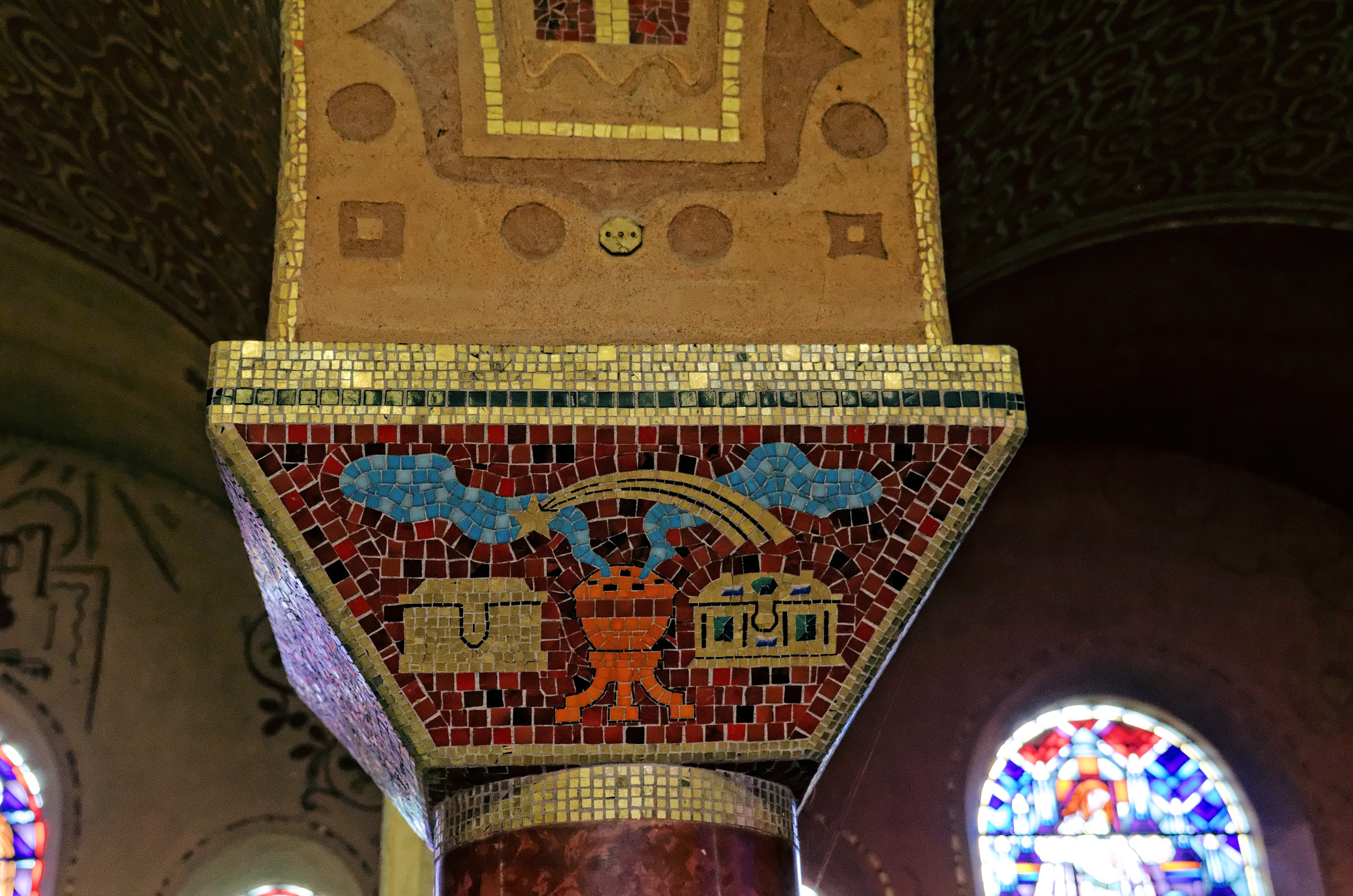
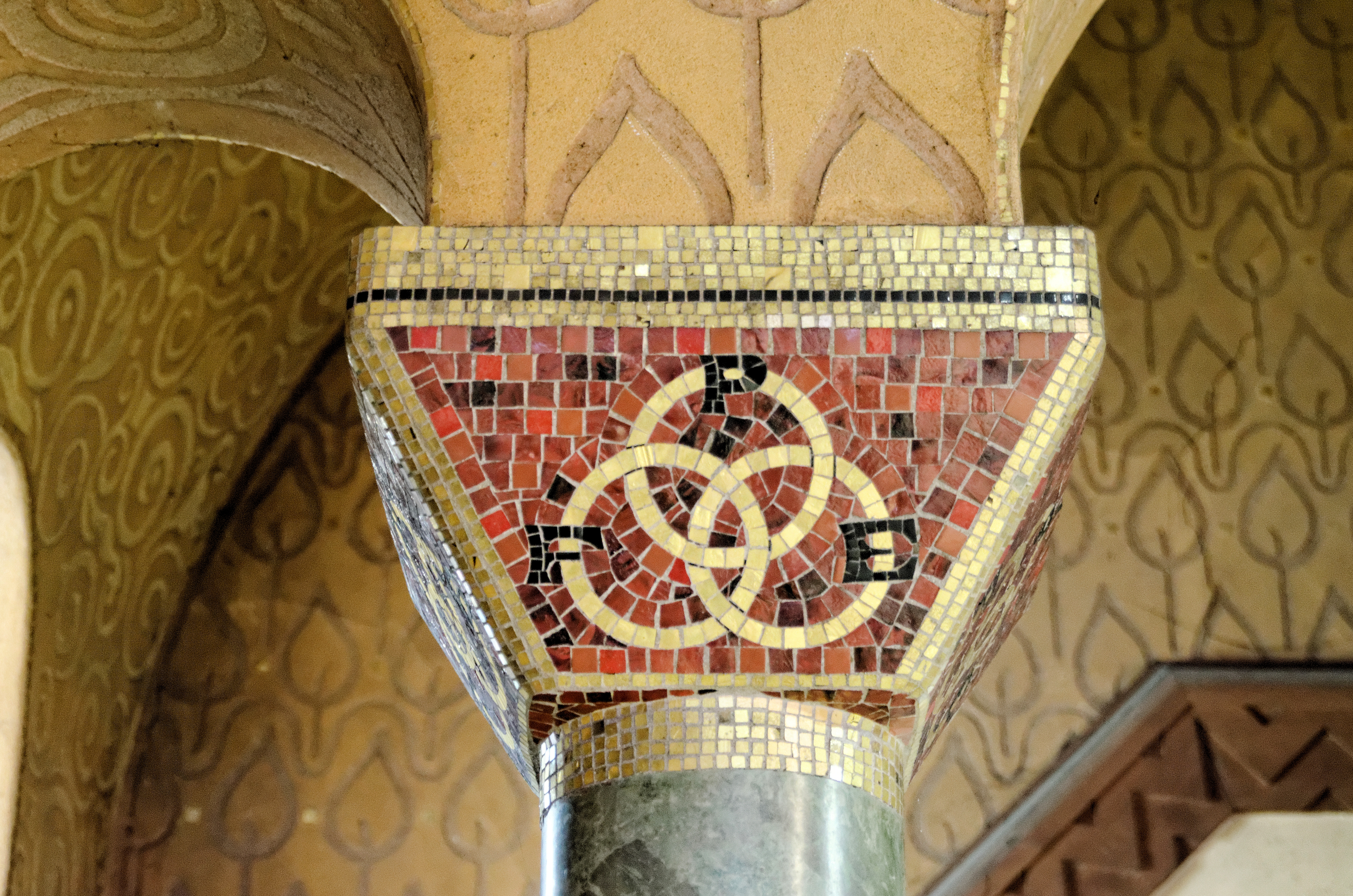
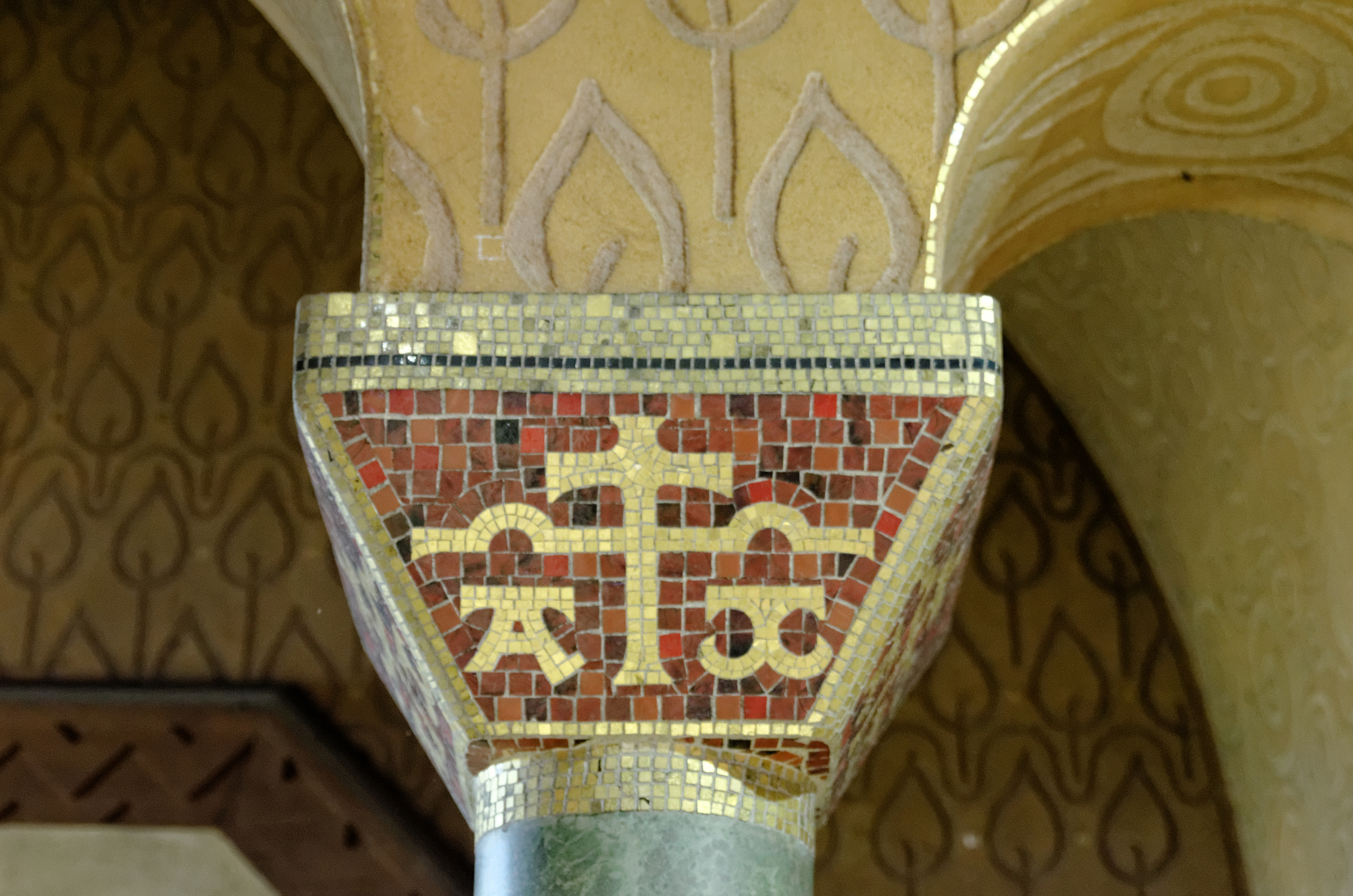
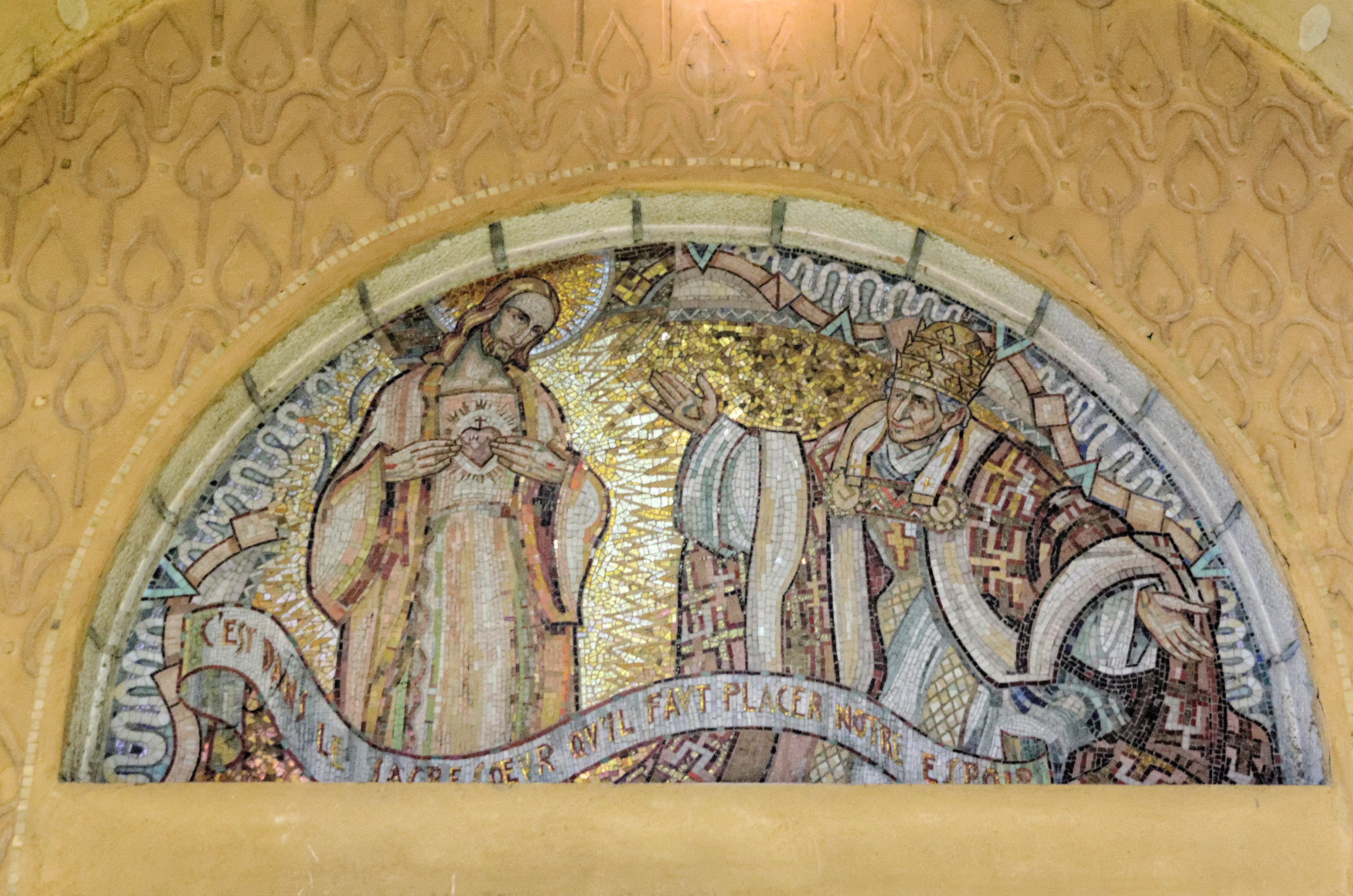
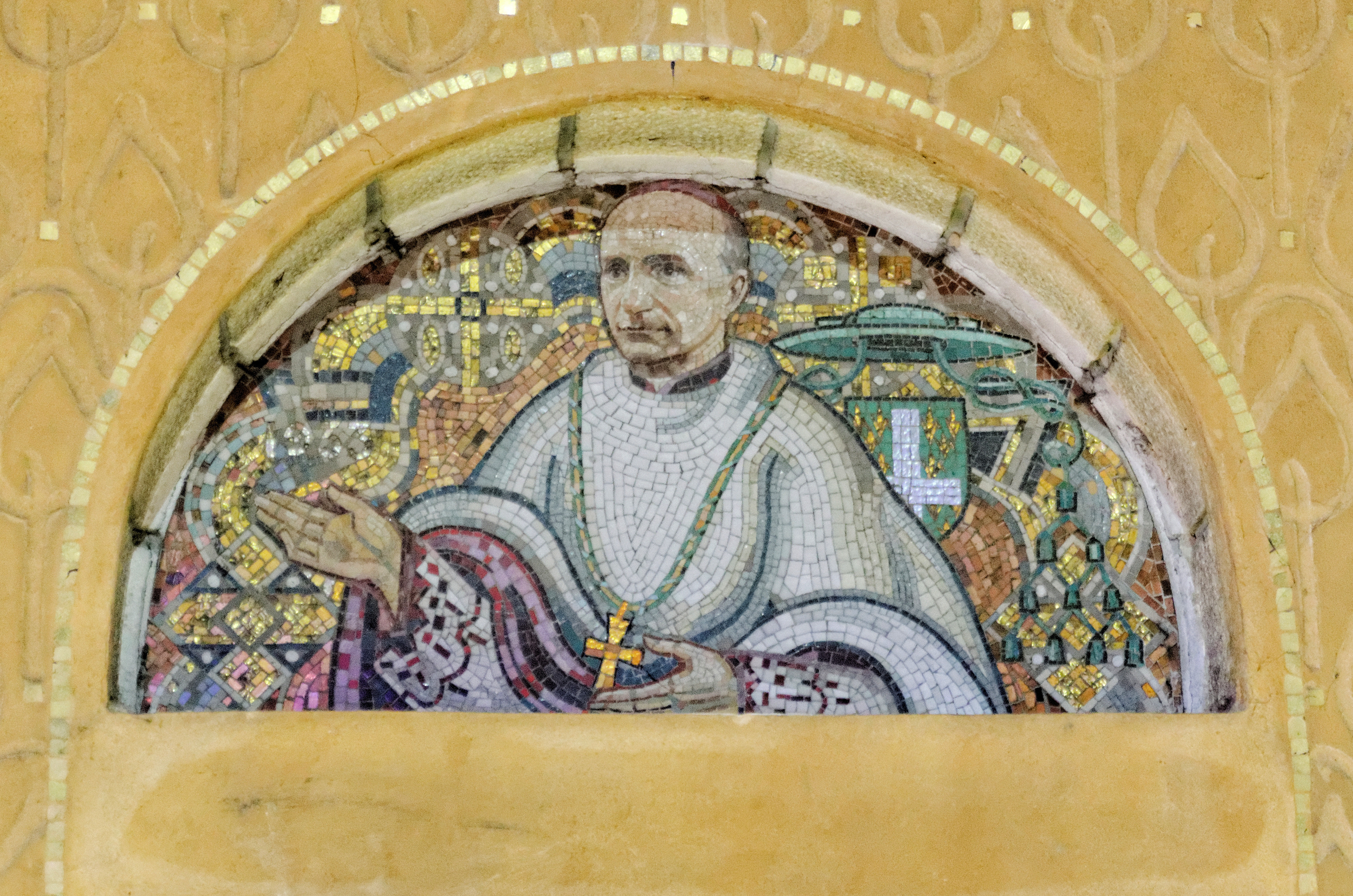
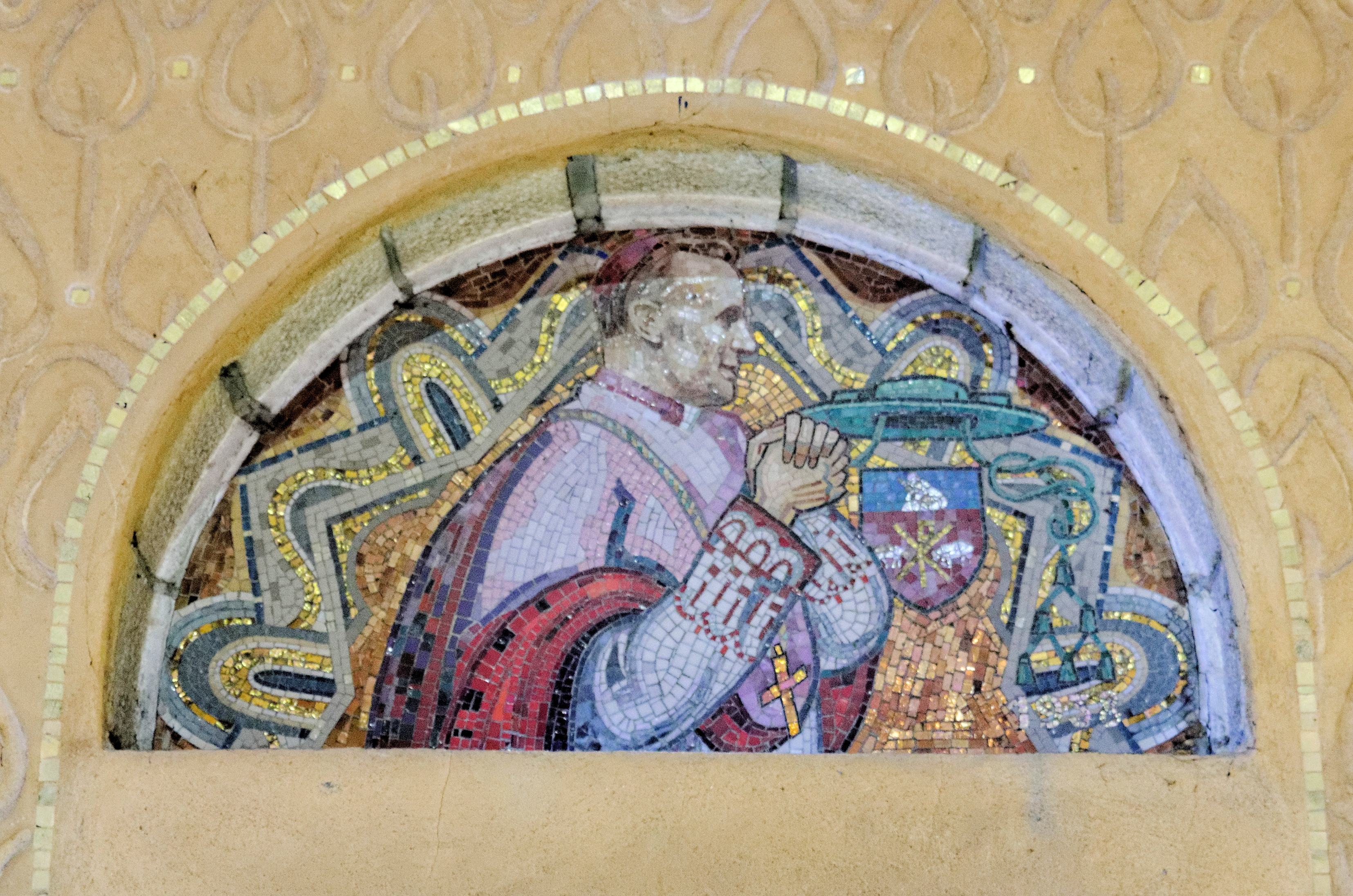
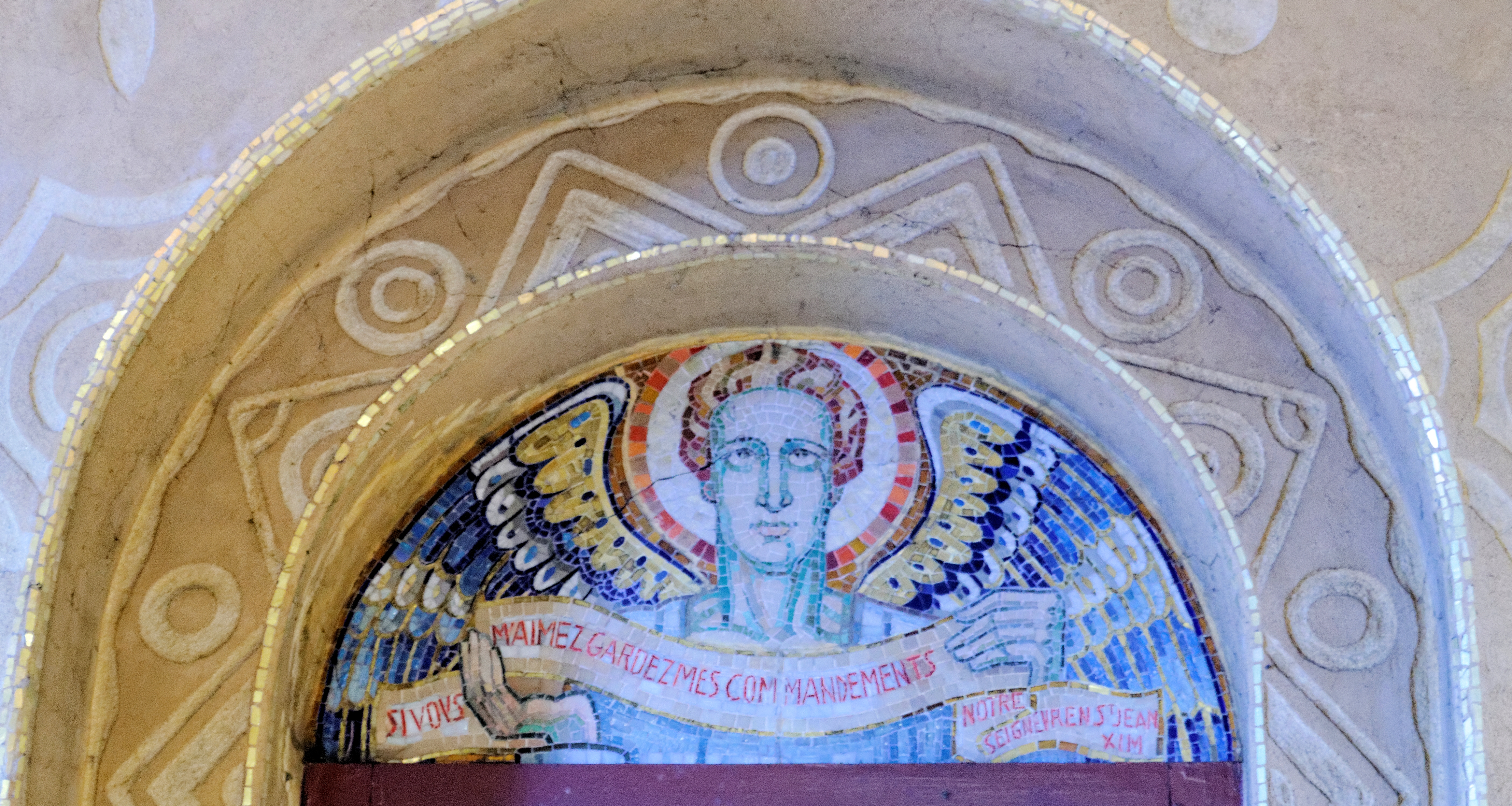
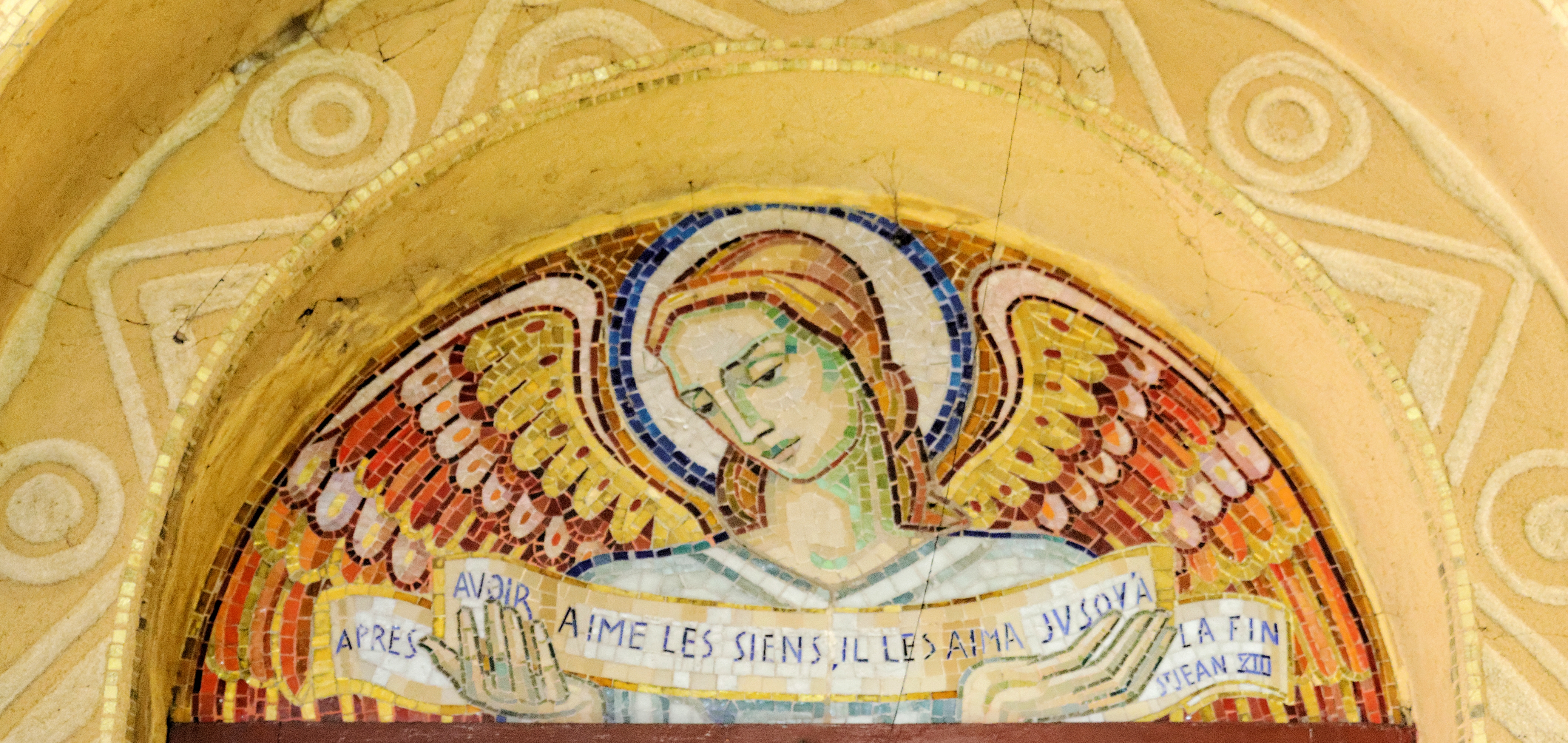

### La crypte

Crypte de l'église du Sacré-Cœur
Crypte de l'église du Sacré-Cœur

### Les vitraux

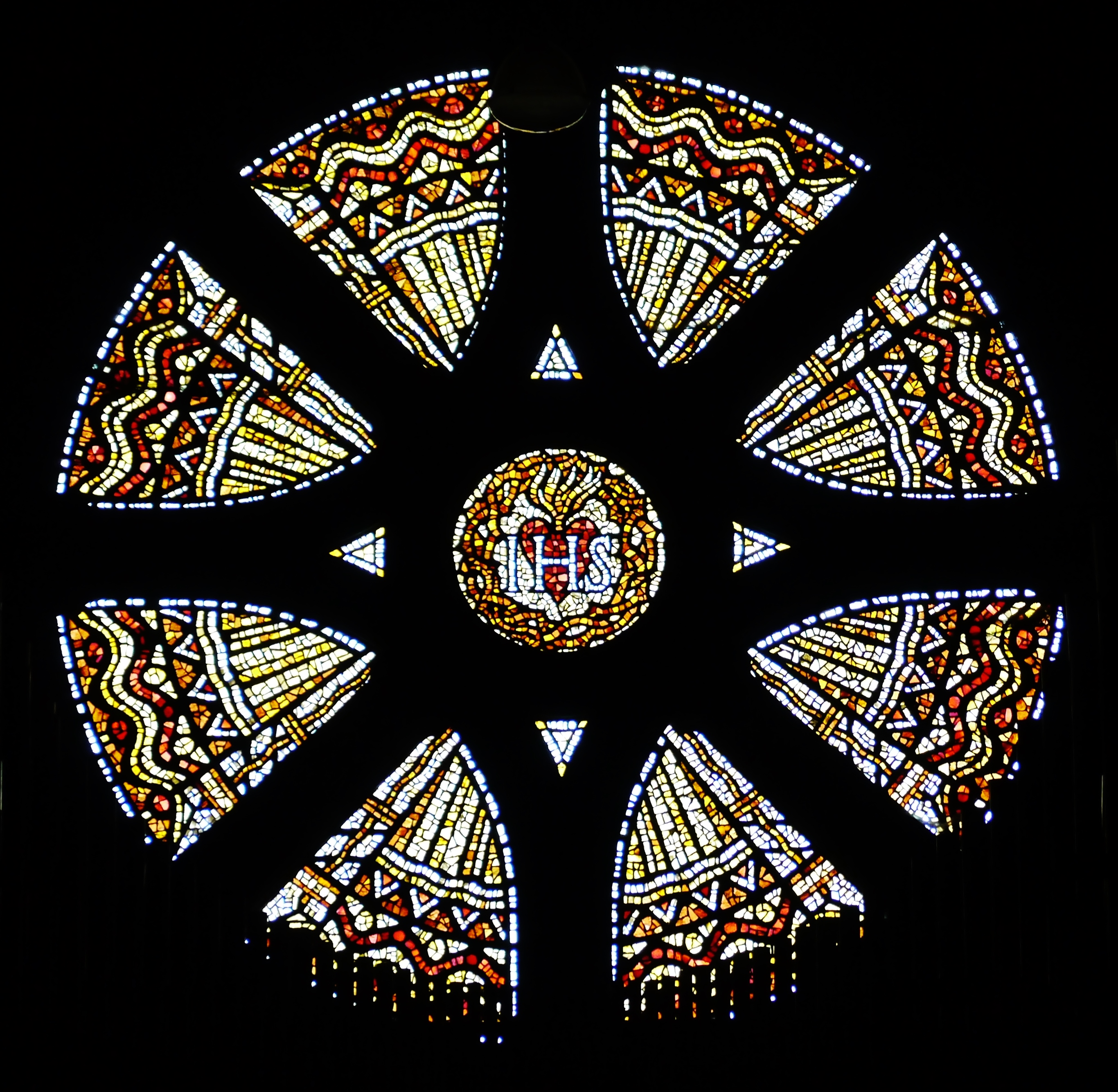
La rose
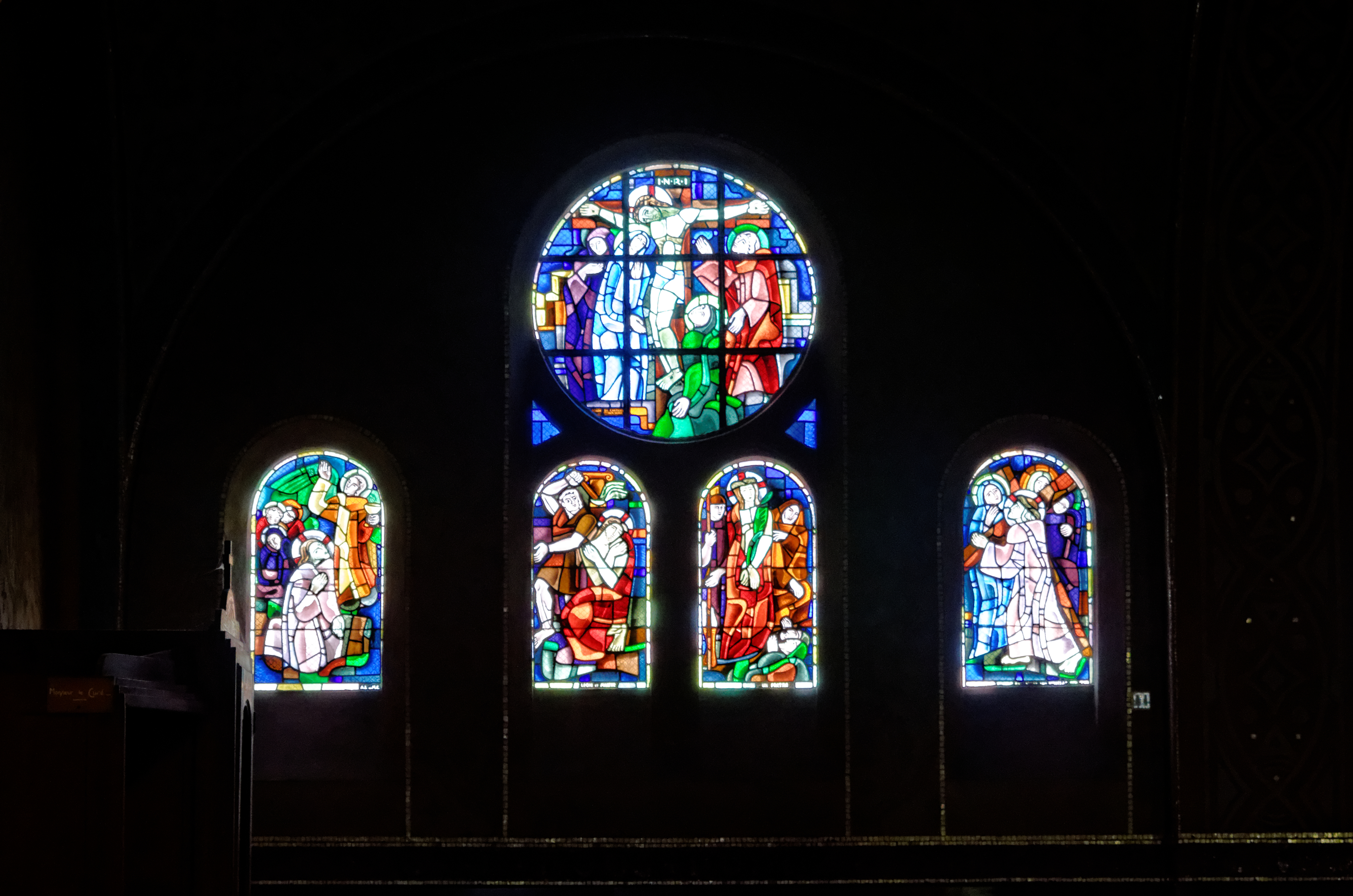
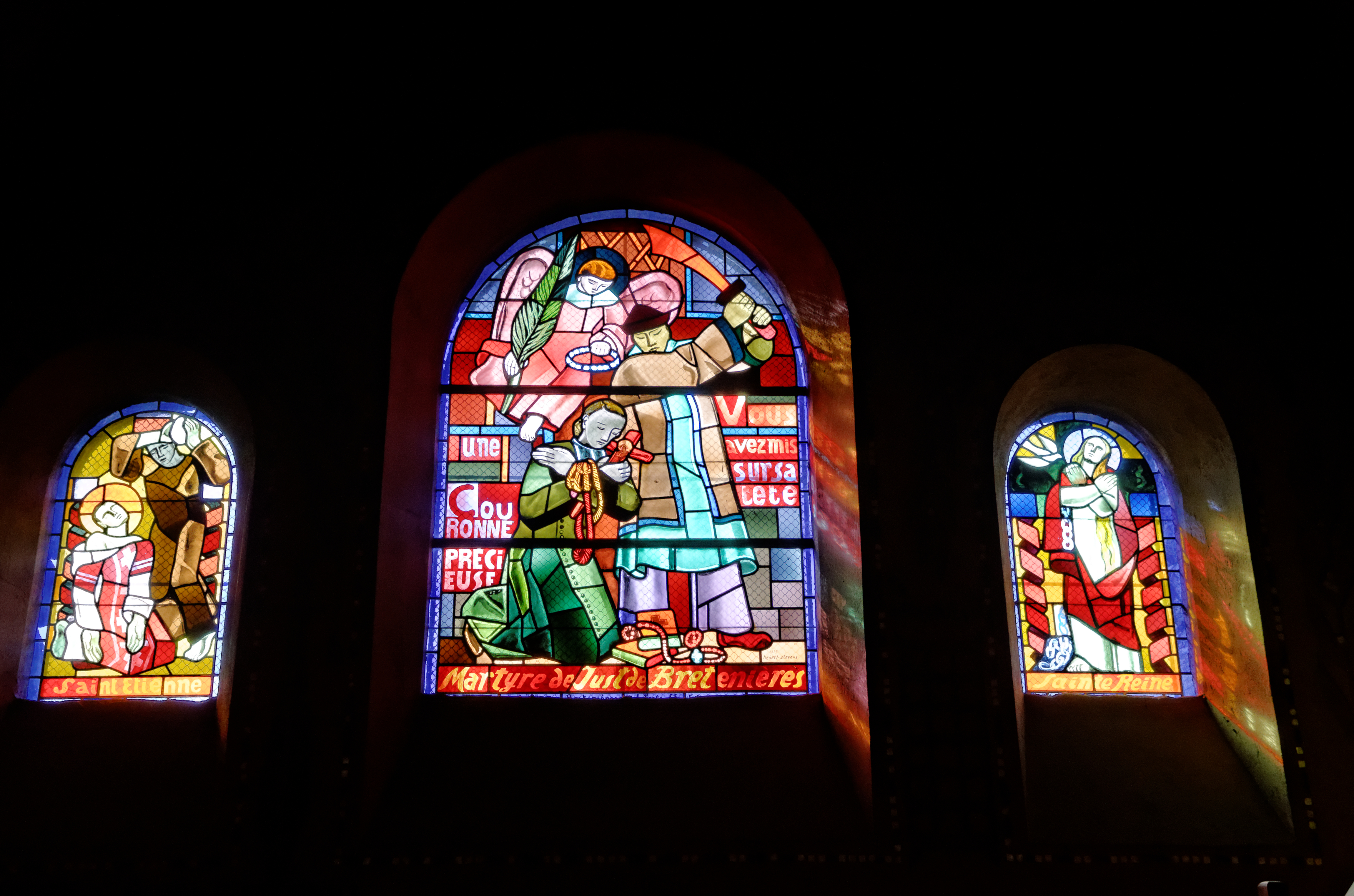
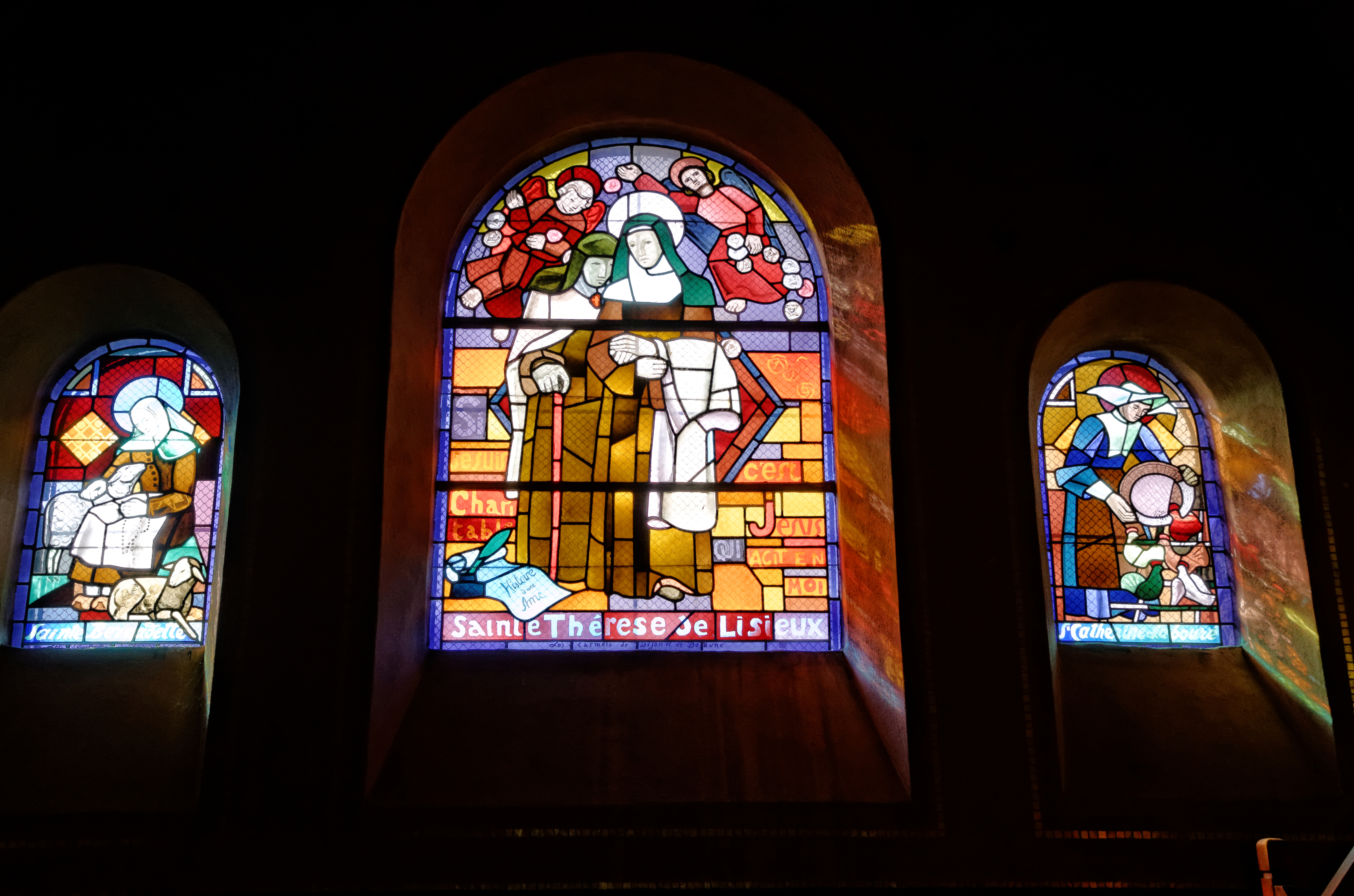
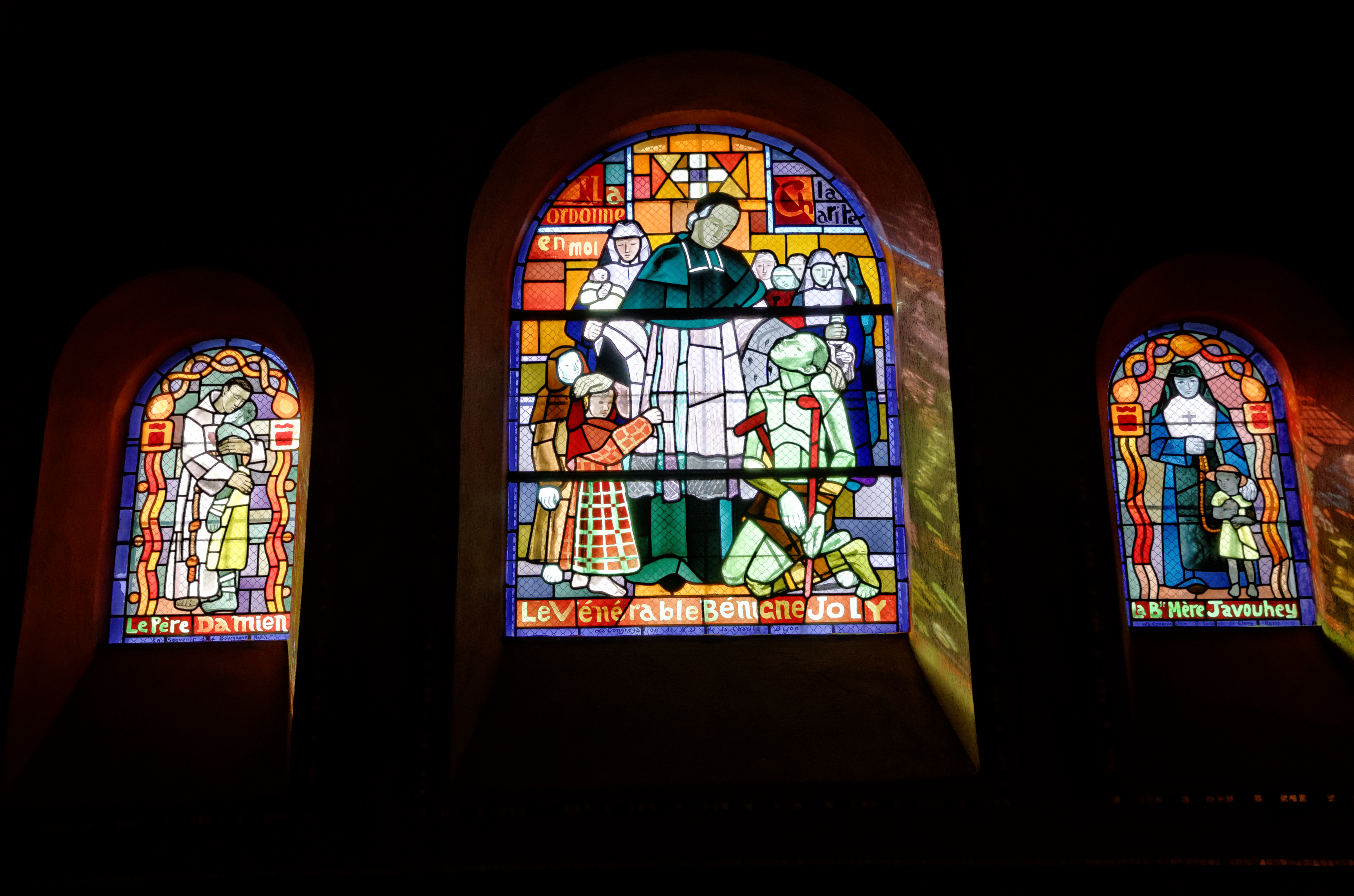
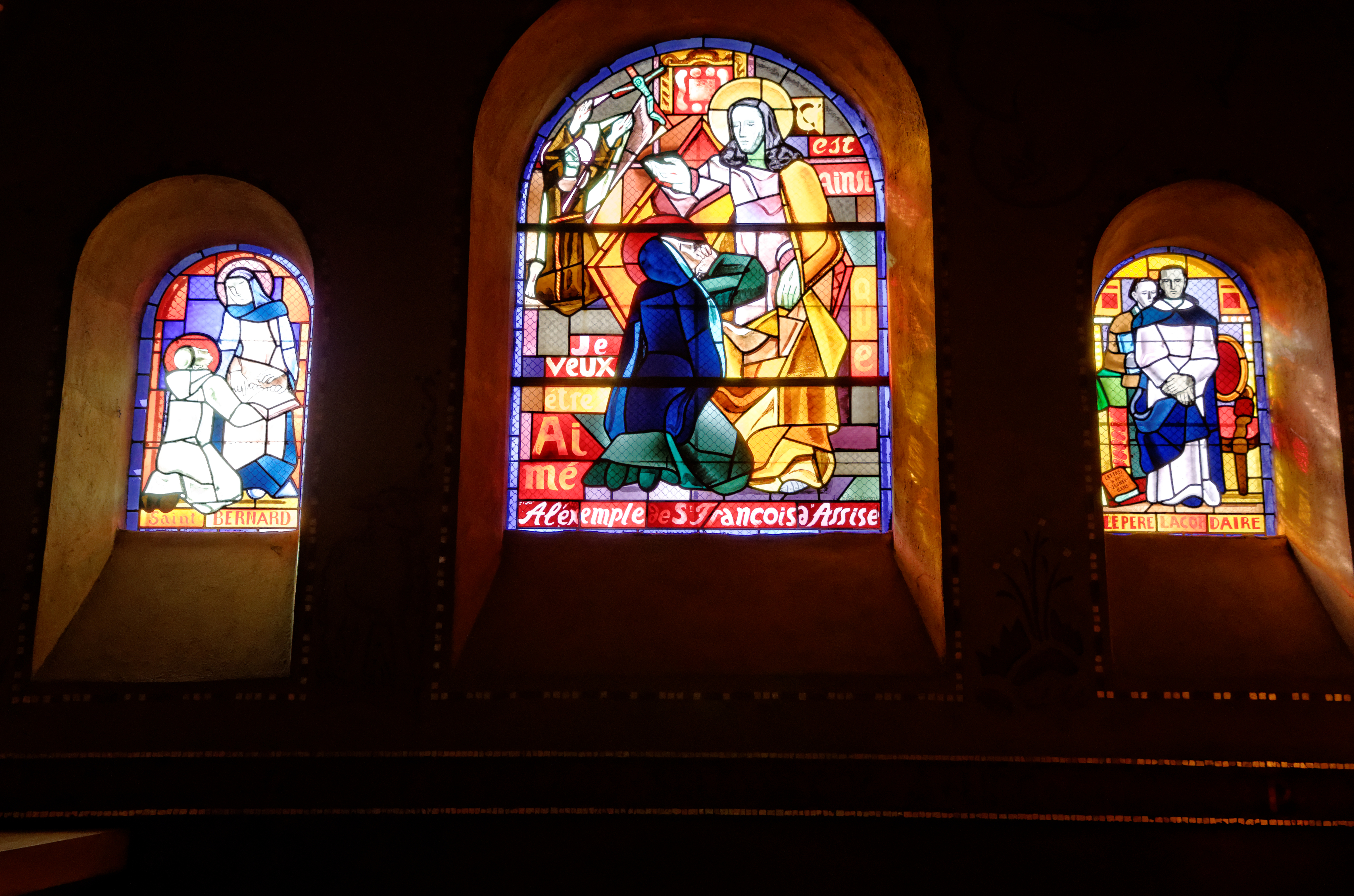
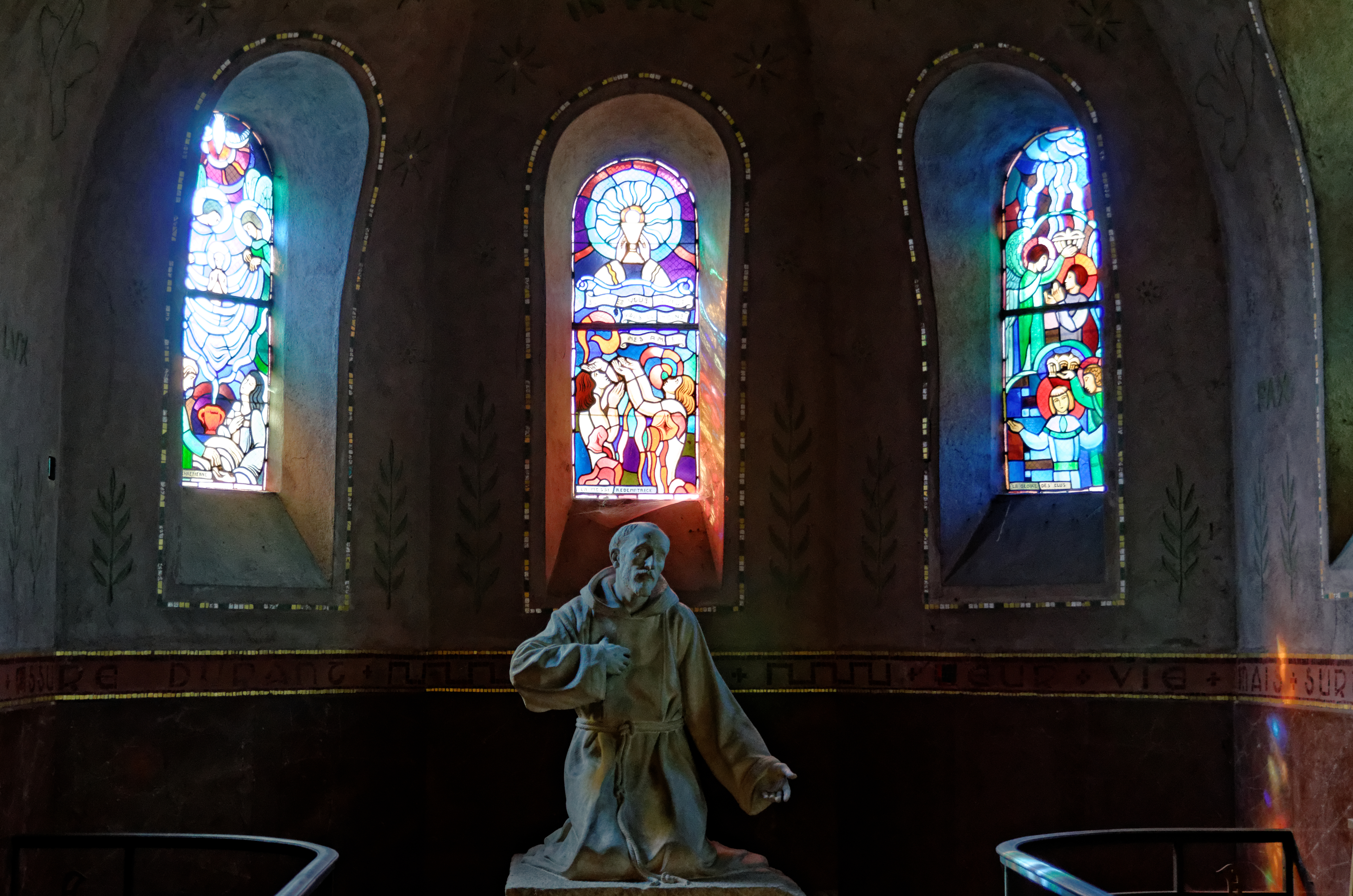
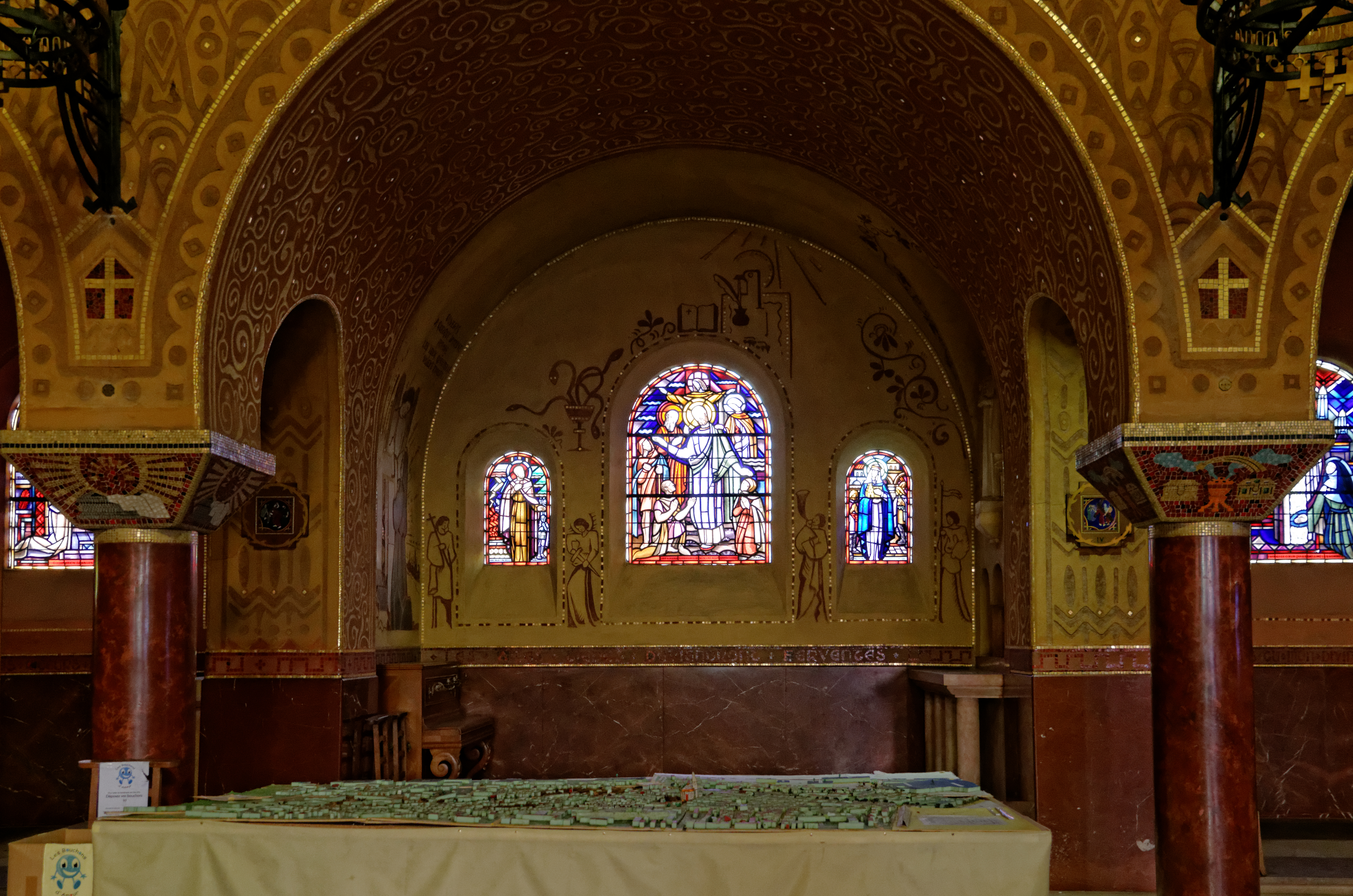
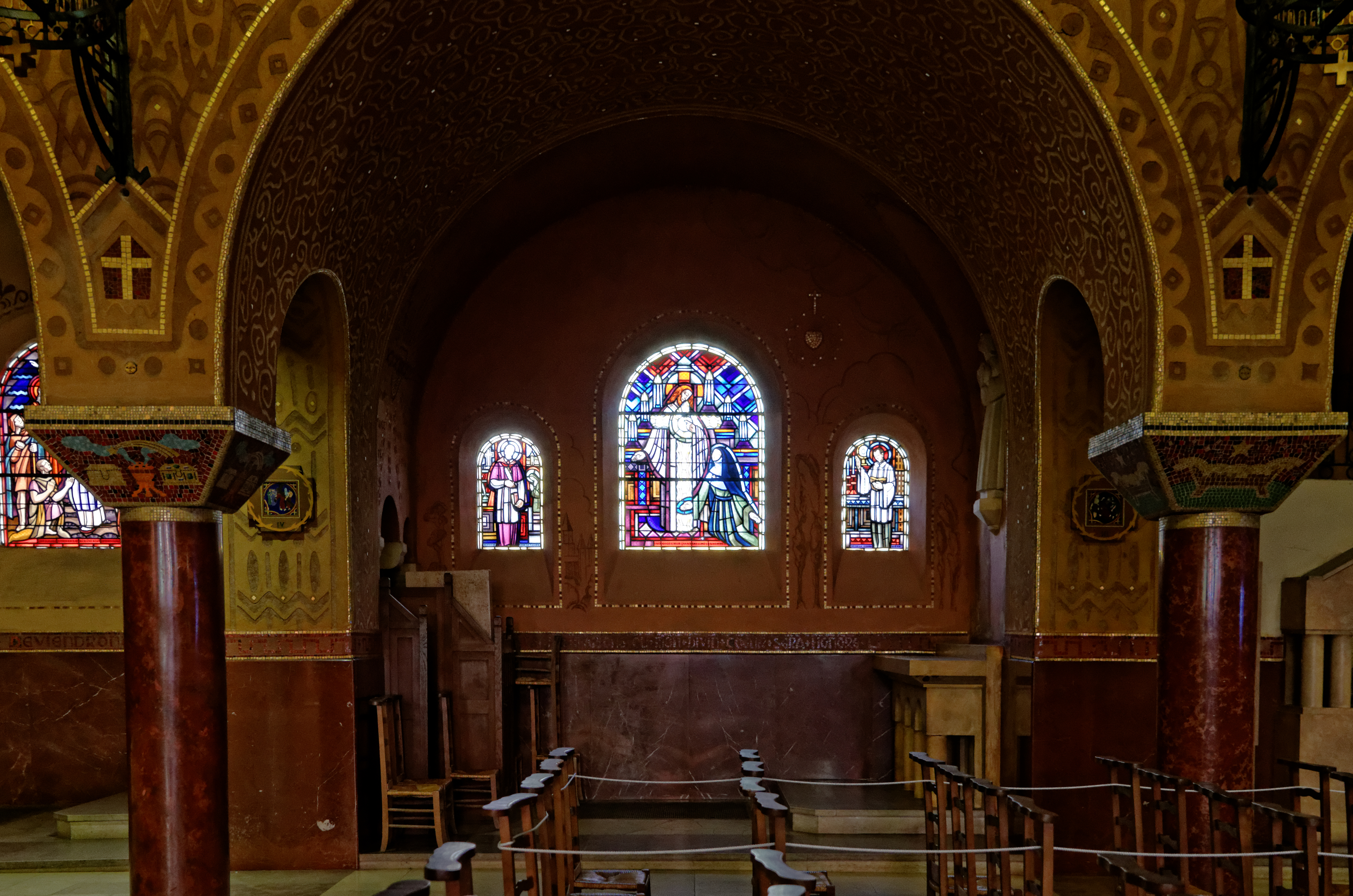

### Extérieur

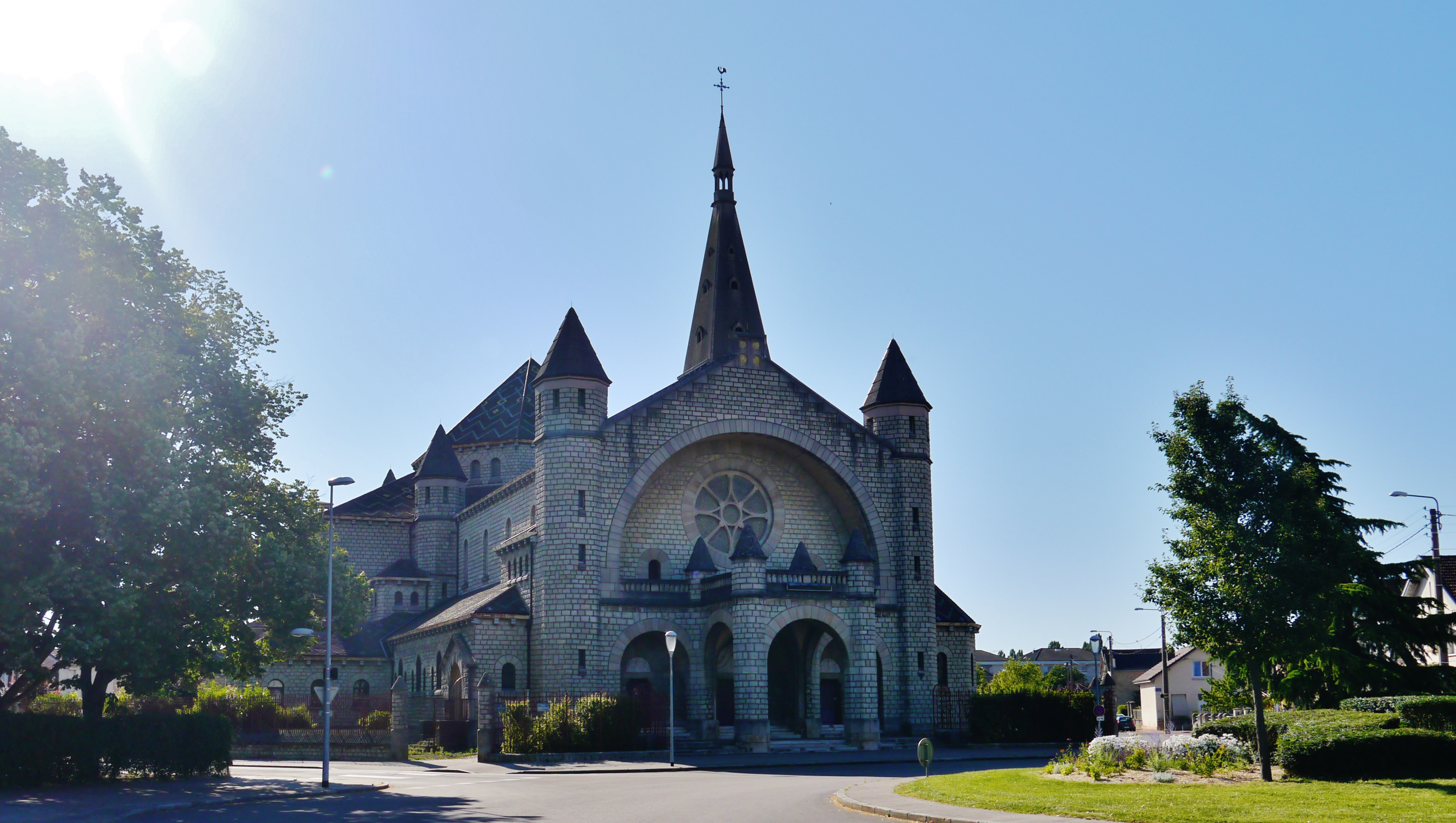
La façade occidentale
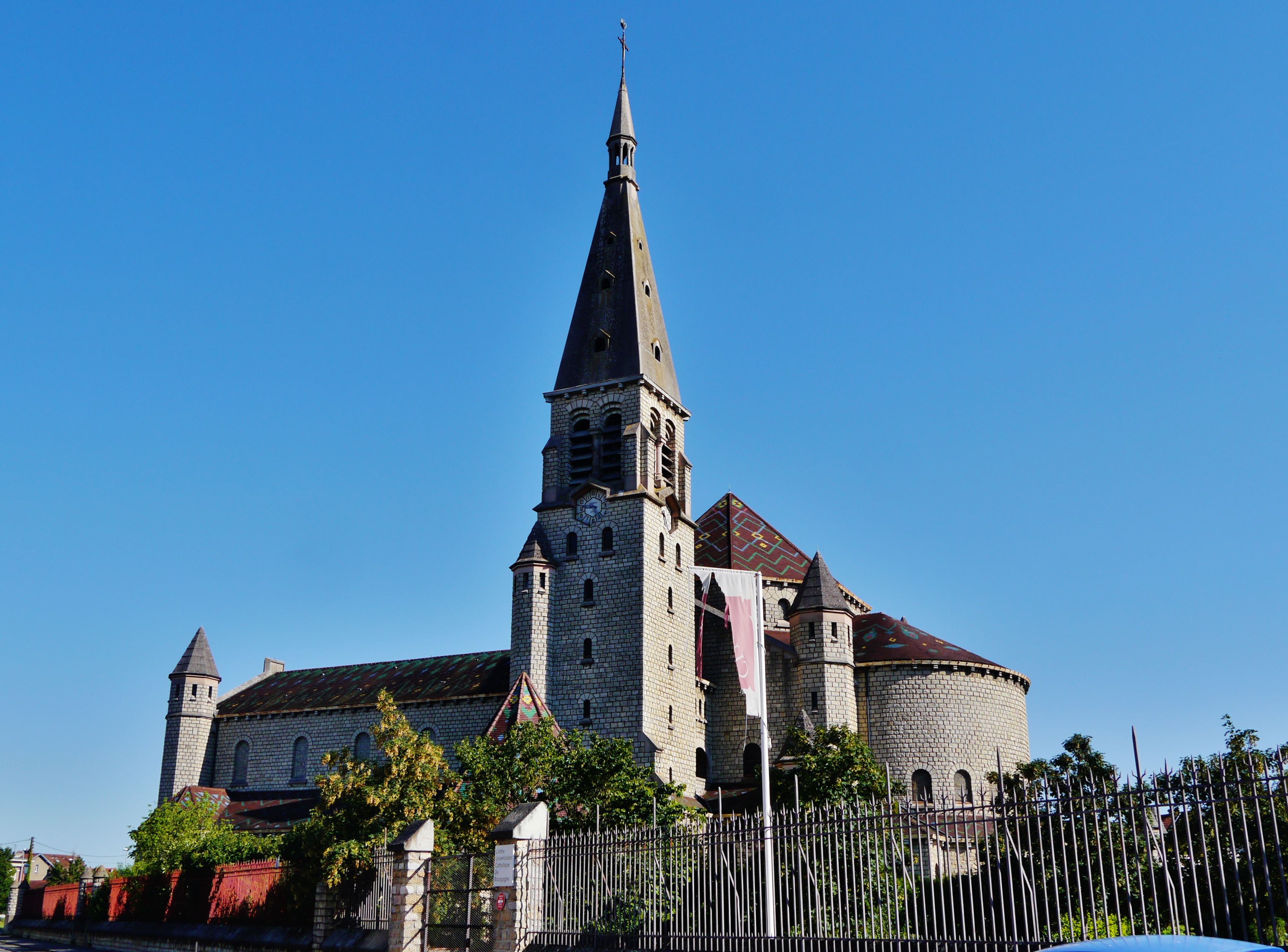
Le clocher et les toitures en tuiles vernissées de Bourgogne